# Plaça del Mercat (València)

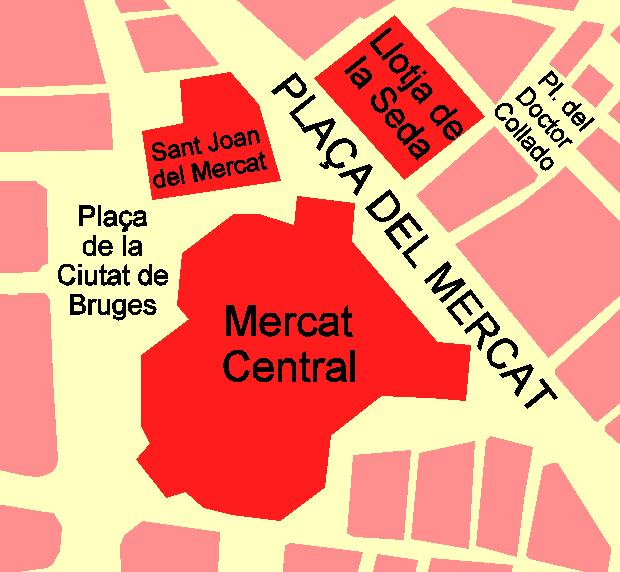
Plànol de la plaça del Mercat.

El pla o plaça del Mercat és una de les places més singulars i conegudes de València, per tal com aplega tres dels monuments més reeixits de la ciutat: el Mercat Central, la Llotja de la Seda, i l'església de Sant Joan del Mercat. Abans de la construcció del Mercat Central (1914-28), el pla o la plaça del Mercat s'havia fet servir com a espai de mercat a l'aire lliure per a la ciutat de València.

## Història

### Abans de Jaume I
En temps dels romans l'actual espai de la plaça del Mercat era un dels braços del riu Túria que envoltaven la ciutat, fundada l'any 138 aC en una illa fluvial.
En temps dels musulmans, la muralla (s. XI) separava la ciutat (medina) del pla del mercat (extramurs), on s'eixamplava el braç mort del Túria ja dessecat, només inundable amb fortes avingudes per pluges intenses. Immediatament intramurs del pla del Mercat hi havia l'Alcaisseria, el mercat de productes tèxtils de luxe, com ara la seda. La porta d'accés al pla del mercat s'anomenava Bab al-Qaisseria. Allí es trobava un ravalet que en temps dels cristians s'anomenava la Boatella (descampat –braç mort del riu- on pasturen els bous).

### Edat mitjana
En temps de Jaume I (s. XIII) aquest rei concedí llicència a la ciutat de València, concretament el 1266, per celebrar mercat setmanal el dijous en aquest pla de la Boatella. En aquest mateix lloc disposà que se celebrara fira cada any en la primera quinzena d'agost, segons consta als Furs de València: "Les fires sien feites per tostemps al loc on lo mercat és feit, e comencen e duren de les Kalendes d'agost entrò a la festa de Sancta Maria d'agost" (Sanchis Guarner, p. 103). De llavors ençà, aquest ha estat el cor comercial de la ciutat.
En temps de Pere el Cerimoniós es construí la nova muralla (1365), de manera que el pla del Mercat i tota la Boatella quedaven intramurs. Des d'aquell moment, el Pla del Mercat –l'antic braç mort del riu- passà a ser l'esplanada central de la ciutat, ja que quedava justament al bell mig de la nova ciutat, de l'actual districte de Ciutat Vella. No és casualitat que durant els segles XV i XVI fora ací, en ple centre comercial, on es construïra la Llotja de Mercaders, amb la seua Sala de Contractació, la Taula de Canvis i Depòsits i el Consolat de Mar.
|  |  |

### Època Moderna i Contemporània

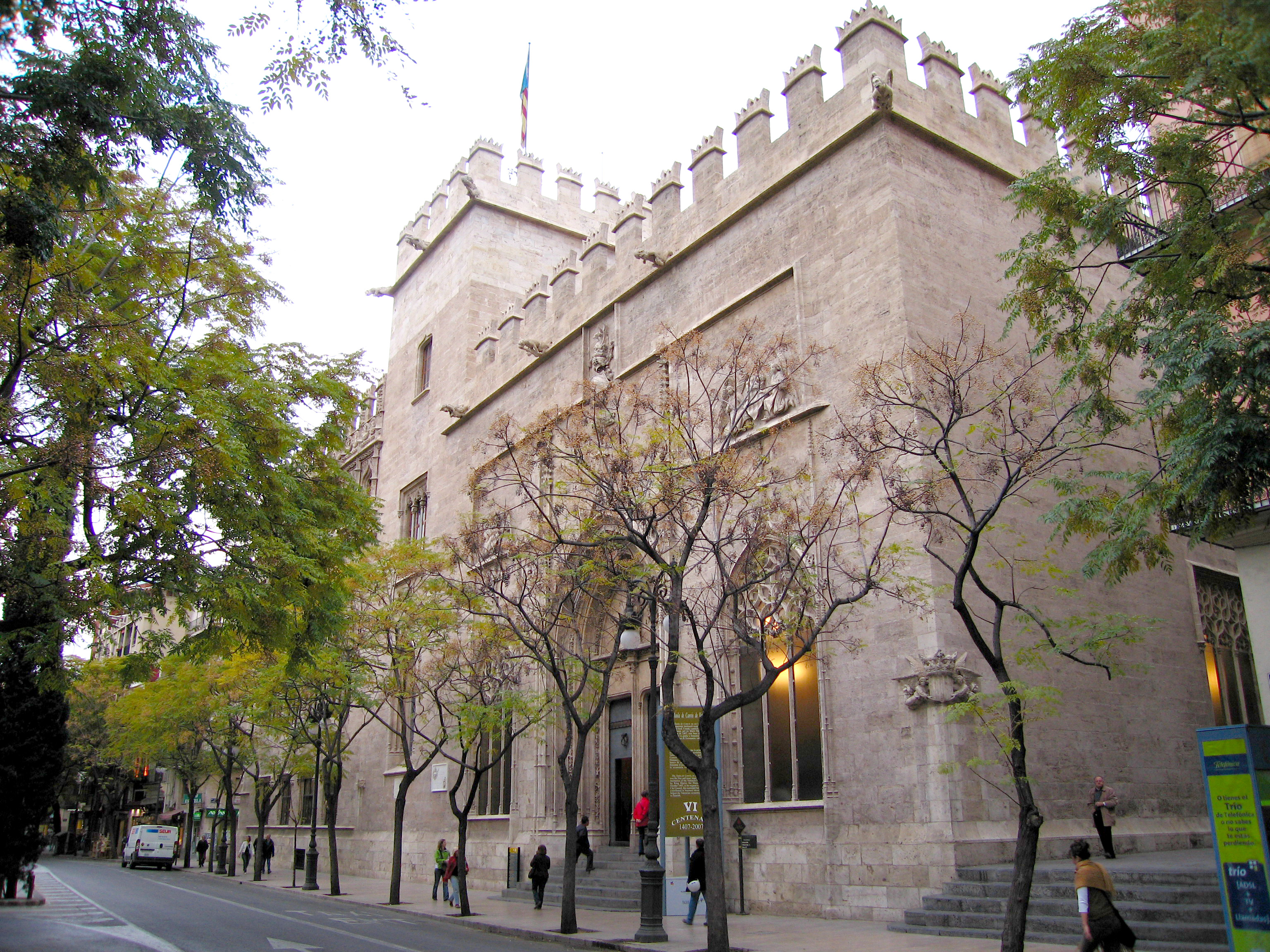
La vista de la Llotja des de la plaça del Mercat queda entrebancada pels arbres i el trànsit.

El Pla del mercat fou conegut de ben antuvi per les cases amb porxes, per la concentracio de botiguers i de parades de mercat, pels espectacles i també pels aldarulls.
Segons Joan Francesc Mira (p. 82-84) el Pla del Mercat era, en tant que lloc més concorregut de la ciutat, on hi havia el cadafal de la forca, on penjaven els ajusticiats. Era habitual que algun penjat acompanyara o distraguera les rutines comercials. A més, entre els segles XV i XVIII s'organitzaven festes, justes, tornejos i corregudes de bous.

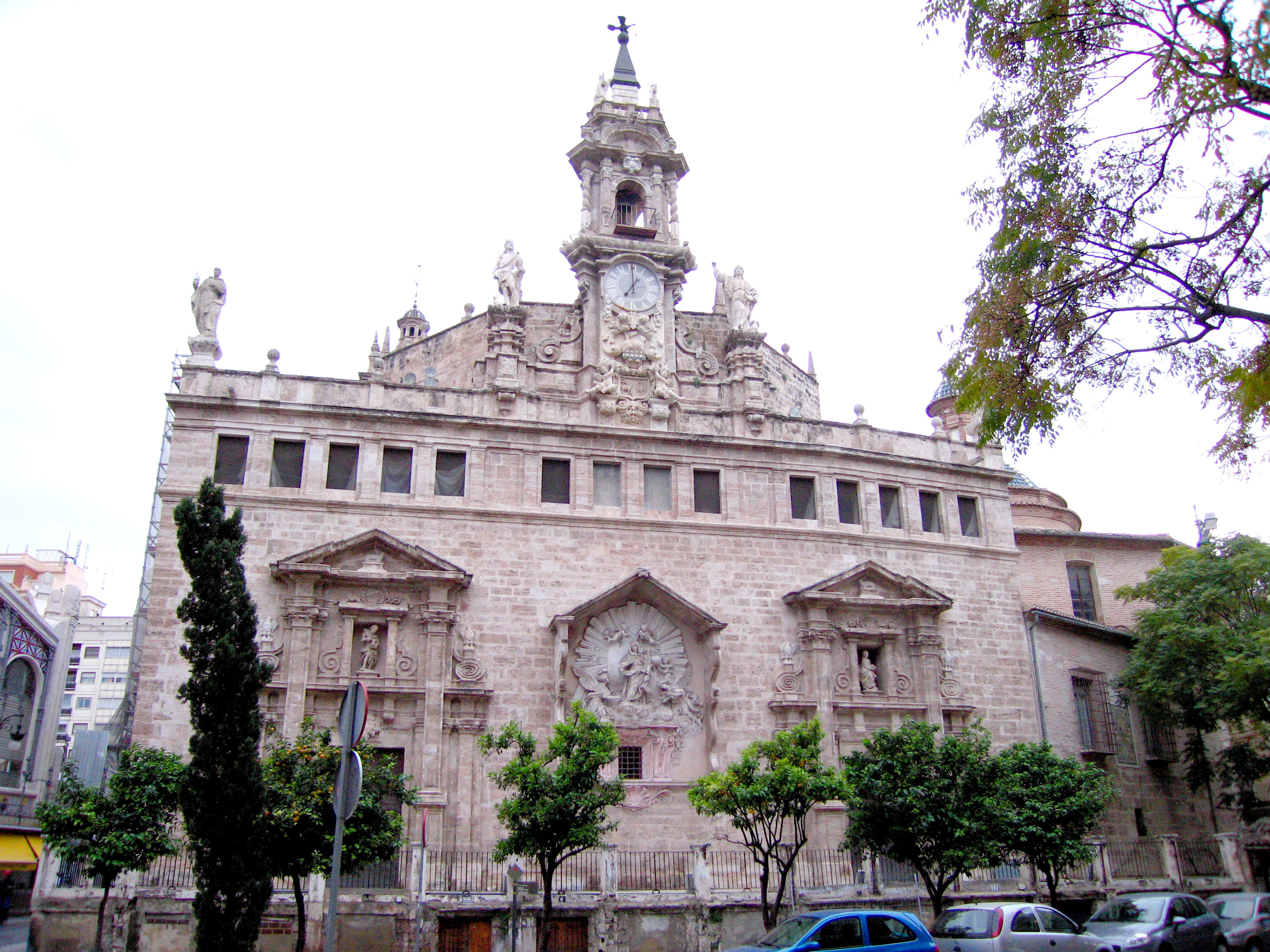
Plaça del Mercat. Església de Sant Joan del Mercat (oficialment dels sants Joans).

Però també fou escenari de revoltes urbanes: des de les Germanies del segle xvi fins a les més o menys revolucionàries del XIX. Vicent Peris, últim cabdill agermanat, fou decapitat a sa casa del carrer de Gràcia el 1522, i el seu cos arrossegat per València, i després portat a la forca del mercat, on el penjaren cap avall en no tindre cap. També ací fou executada l'última victima de la Santa Inquisició Espanyola, el mestre Gaietà Ripoll, el 1826, per ser deista, no anar a missa el diumenge i dir "lloat siga Déu" en comptes de "Ave Maria".
Fins a començament del segle XX el mercat encara es feia a base de parades amb tendals de lona que eren desmuntats a migdia. Durant el segle xix la plaça s'amplià amb l'enderroc del convent de les Magdalenes, però fins al 1914, no s'inicià la construcció de l'edifici cobert del Mercat Central.

## El nouMercat Central

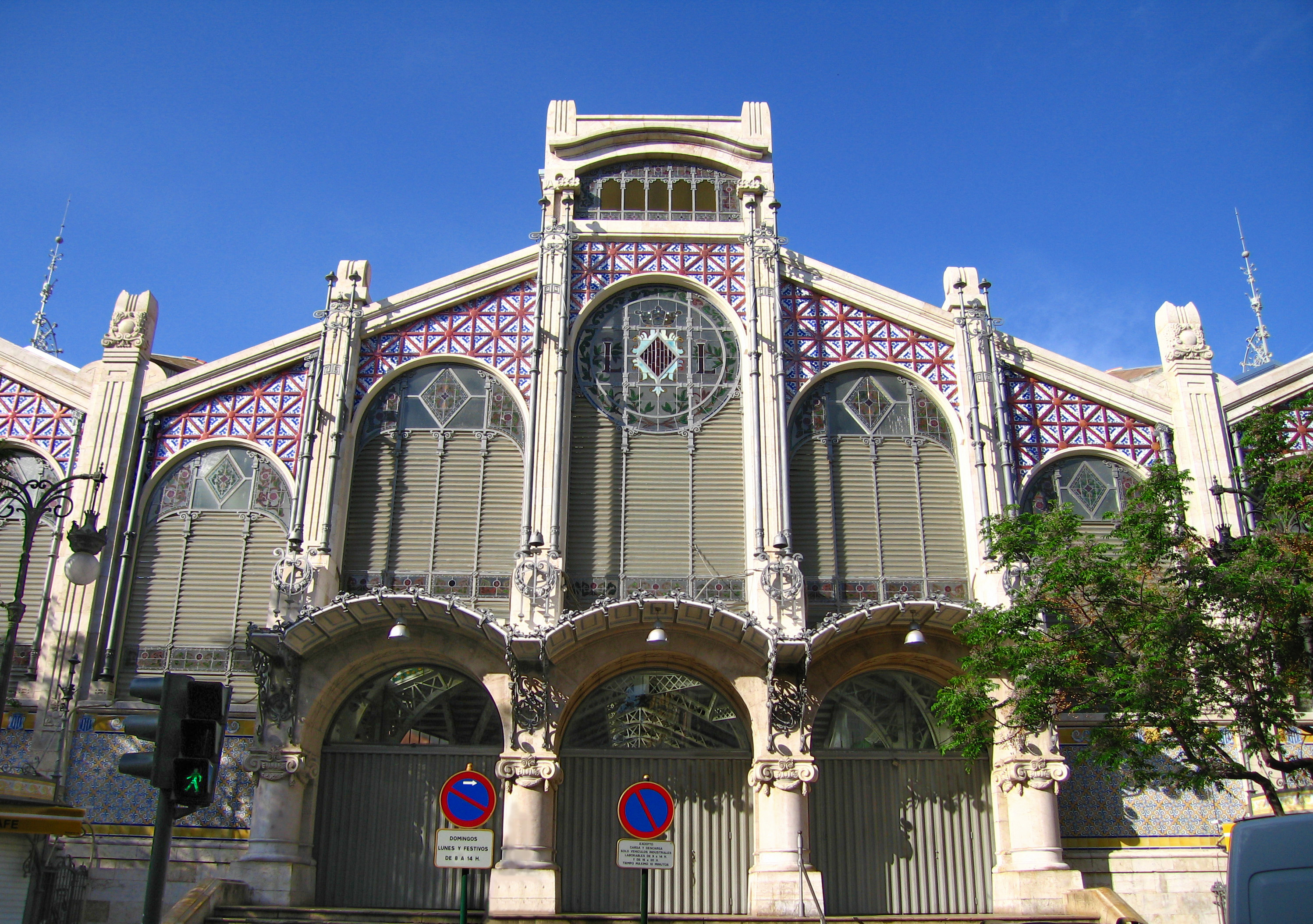
Plaça del Mercat. Mercat Central.

Fou a final del segle xix, amb l'auge de les idees higienistes i de la burgesia, que les autoritats municipals es plantejaren la necessitat de fer un mercat tancat. Aquest mercat havia de tindre grans dimensions, per tal com la plaça del mercat s'havia quedat petita per albergar tot l'activitat comercial d'una ciutat en auge demogràfic com València. Calgué comprar i enderrocar algunes cases per reunir un solar d'uns 8.000 m². El projecte, de 1914, fou d'Alexandre Soler March i de Francesc Guàrdia i Vial, cooperadors de Domènech i Montaner. Pretenia conciliar l'ús de les grans estructures de ferro despullat amb l'estil Art Nouveau. Després d'algunes desavinences i modificacions, les obres acabaren el gener de 1928, sota la direcció d'Enric Viedma i Vidal (Sanchis Guarner, p. 568).

## L'harmonia del conjunt

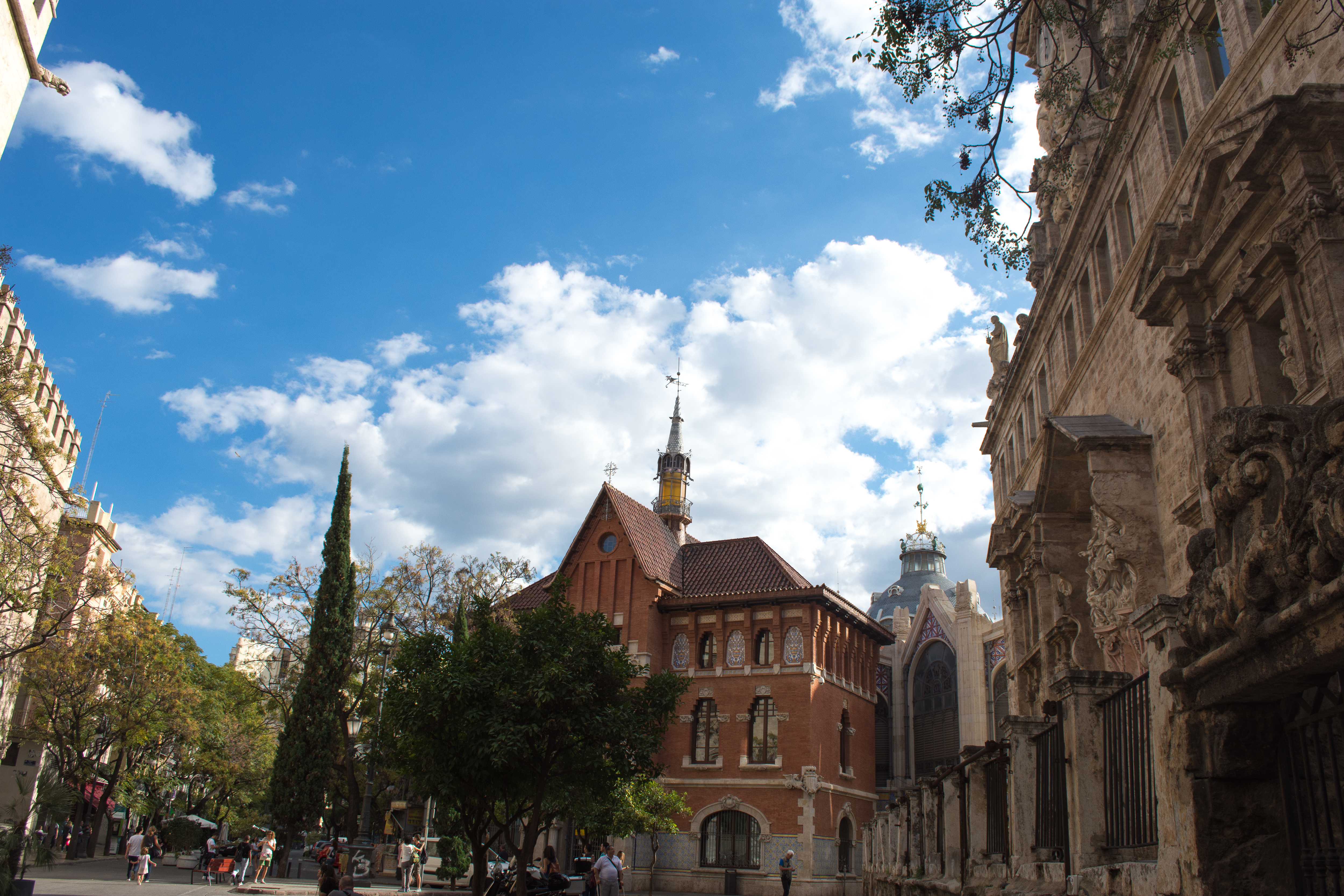
Plaça del Mercat.

Segons Joan Francesc Mira la plaça del Mercat, formada per la Llotja de la Seda, el Mercat Central i Sant Joan del Mercat, "és un dels òrgans essencials del cos d'aquesta ciutat". La plaça del Mercat fou construïda pel gironí Pere Comte, que bastí la llotja gòtica a la darreria del XV; pels genovesos (o milanesos) Alipandri i Bertassi, que afegiren el recobriment barroc a Sant Joan del Mercat al final del xviii; i pels arquitectes barcelonins Alexandre Soler March i Francesc Guàrdia i Vial, que bastiren el modernista Mercat Central al començament del XX; i tanmateix, "no se sap com, els tres edificis fan l'efecte de ser exactament com han de ser i ocupar el lloc que han d'ocupar, un davant o al costat de l'altre, com si haguera estat i haguera de ser sempre així" (p. 84).